# Depreciación
En el ámbito de la contabilidad y economía, el término depreciación se refiere a una disminución periódica del valor de un bien material o inmaterial. Esta depreciación puede derivarse de tres razones principales: el desgaste debido al uso, el paso del tiempo y la vejez.

## Depreciación del activo en contabilidad
Se utiliza para dar a entender que las inversiones permanentes de la planta han disminuido en potencial de servicio.
En contabilidad, la depreciación es una manera de asignar el coste de las inversiones a los diferentes ejercicios en los que se produce su uso o disfrute en la actividad empresarial. Los activos se deprecian basándose en criterios económicos, considerando el plazo de tiempo en que se hace uso en la actividad productiva, y su utilización efectiva en dicha actividad. Una deducción anual de una porción del valor de la propiedad y/o equipamiento.
También se puede definir como un método que indica el monto del costo imputable al gasto, que corresponda a cada periodo fiscal.
La depreciación es el mecanismo mediante el cual se reconoce el desgaste que sufre un bien por el uso que se haga de él. Cuando un activo es utilizado para generar ingresos, este sufre un desgaste normal durante su vida útil que al final lo lleva a ser inutilizable. El ingreso generado por el activo usado, se le debe incorporar el gasto, correspondiente desgaste que ese activo ha sufrido para poder generar el ingreso, puesto que como según señala un elemental principio económico, no puede haber ingreso sin haber incurrido en un gasto, y el desgaste de un activo por su uso, es uno de los gastos que al final permiten generar un determinado ingreso.
Al utilizar un activo, con el tiempo se hace necesario reemplazarlo, y reemplazarlo genera una derogación, la que no puede ser cargada a los ingresos del periodo en que se reemplace el activo, puesto que ese activo generó ingresos y significó un gasto en más de un periodo, por lo que mediante la depreciación se distribuye en varios periodos el gasto inherente al uso del activo, de esta forma solo se imputan a los ingresos los gastos en que efectivamente se incurrieron para generarlo en sus respectivos periodos.
Otra connotación que tiene la depreciación desde el punto de vista financiero y económico, consiste en que al reconocer el desgaste del activo por su uso, se va creando una especie de provisión o de reserva que al final permite ser reemplazado sin afectar la liquidez y el capital de trabajo de la empresa. Supongamos que una empresa genera ingresos de $1.000 y unos costos y gastos que sin incluir la depreciación son de $700, lo que significa que el beneficio será de $300, valor que se distribuye a los socios. Supongamos también, que dentro de esos $300 que se distribuyen a los socios, están incluidos $100 por concepto de depreciación, que al no incluirla permiten ser distribuidos como utilidad. ¿Qué sucedería en 5 años, cuando el activo que genera los $1.000 de ingresos debe ser reemplazado? Lo que sucede es que no habrá recursos para adquirir otro activo que sustituya al anterior, puesto que los recursos con que se debía reemplazar fueron distribuidos. De ahí la importancia de la depreciación, que al reconocer dentro del resultado del ejercicio el gasto por el uso de los activos, permite, además de mostrar una información contable y financiera objetiva y real, permite también mantener la capacidad operativa de la empresa al no afectarse su capital de trabajo por distribución de utilidades indebidas.
La depreciación, como ya se mencionó, reconoce el desgaste de los activos por su esfuerzo en la generación del ingreso, de modo pues, que su reconocimiento es proporcional al tiempo en que el activo puede generar ingresos. Esto es lo que se llama vida útil de un bien o un activo, el tiempo durante el que un activo se mantiene en condiciones de ser utilizado y de generar ingresos.
La vida útil es diferente en cada activo, depende de la naturaleza del mismo. Pero por simplicidad y estandarización, la legislación Colombiana, por ejemplo, y de manera similar casi todas las regulaciones, han establecido la vida útil a los diferentes activos clasificándolos de diferentes grupos:
- Inmuebles (incluidos los oleoductos) 20 años
- Barcos, trenes, aviones, maquinaria, equipo y bienes muebles 10 años
- Vehículos automotores y computadores 5 años

### Caso de Colombia
Aunque la vida útil de los activos ha sido fijada por norma, esta no es inflexible, pues en la realidad económica, algunos activos ya sea por su naturaleza o por el uso, pueden tener una vida útil diferente a la establecida por decreto, razón por la cual, el legislador consecuente con esta realidad, en el artículo 138 del Estatuto Tributario, establece la posibilidad de fijar una vida útil diferente, previa autorización del director general de impuestos nacionales.
Respecto a la depreciación, se suele hablar de una depreciación contable y una fiscal, puesto que contablemente, aunque la vida útil por lo general es la misma que en la fiscal, se pueden utilizar diferentes métodos de depreciación, de los cuales algunos no son aceptados fiscalmente, aunque la norma tributaria es muy general al permitir su cálculo por cualquier “sistema de reconocido valor técnico autorizado por el subdirector de fiscalización de la administración de impuestos o su delegado. (Art. 134, E.T)
La vida útil de los activos está regulada por una norma tributaria, por lo que respecto a la vida útil de los activos, mal se puede hablar de una depreciación contable o fiscal. Esta diferencia se presenta, principalmente en los métodos de depreciación y en el tratamiento que se le de cómo deducción. Ya que fiscalmente, la depreciación de algunos activos tiene tratamientos especiales, como puede ser el caso de los bienes recibidos en arrendamiento.
Respecto a la contabilización (forma de llevarse a la Contabilidad) de la depreciación, esta es un crédito en la cuenta del activo respectivo (1592) disminuyéndolo, y un débito en la cuenta de gastos (5160 o 5260). La depreciación que se lleva a la cuenta del activo se denomina depreciación acumulada, puesto que esta año a año se va acumulando la alícuota correspondiente hasta depreciar completamente el activo, lo que conlleva a que al final de la vida útil del activo, el valor de la depreciación acumulada sea igual al valor del activo, lo que lo deja con un saldo cero.
La cuenta de la depreciación acumulada se debe ajustar por inflación, ajuste que va a incrementar el saldo de la depreciación acumulada, al tiempo que disminuye el ingreso por corrección monetaria al ser su contrapartida un débito a la cuenta de ingresos por corrección monetaria (4705).
Según el decreto 2649 de 1993, los activos adquiridos durante el mes no son objeto de Ajustes por inflación y por ende tampoco se deprecian, en vista que un activo solo se deprecia después de estar ajustado. Los ajustes por inflación han sido derogados tanto para efectos contables como fiscales. Ver: Decreto 1536 de mayo de 2007 y Ley 1111 de 2006.
Es de aclarar que todos los activos fijos son objeto de depreciación, a excepción de los terrenos, puesto que se supone que estos no se desgasta por el uso, por lo que en el caso de las construcciones y edificaciones, antes de proceder a depreciarlos, se debe primero excluir el valor del terreno sobre el que esta la construcción. Respecto a esta teoría, de que los terrenos no se desgastan por su uso, cabria preguntarse que pasa con los terrenos dedicados al explotación agrícola, que por causa de la erosión propia de la explotación antitécnica, terminan por dejar inservibles las tierras de cultivo en unos cuantos años, situación que es muy común en los campos Colombianos.

## Métodos de cálculo de la depreciación
Para el cálculo de la depreciación, se pueden utilizar diferentes métodos como la línea recta, la reducción de saldos, la suma de los dígitos y método de unidades de producción entre otros.

### Método de la suma de los dígitos del año
Este es un método de depreciación acelerada que busca determinar una mayor cuota de depreciación en los primeros años de vida útil del activo. La fórmula que se aplica es: 
{\displaystyle {\frac {\mbox{Vida útil}}{\mbox{suma dígitos}}}*{\mbox{Valor activo}}}
Donde se tiene que la suma de los dígitos es igual a la suma de la vida útil más la vida útil menos 1; hasta que sea igual a 0. 
1. Ahora determinemos el factor:  Suponiendo el mismo ejemplo del vehículo tendremos: {\displaystyle {\mbox{Suma dígitos}}=5+4+3+2+1=15}.
2. Luego calculando la primera fracción de la fórmula tenemos {\displaystyle {\frac {\mbox{Vida útil}}{\mbox{suma dígitos}}}={\frac {5}{15}}=0,3333}. Es decir que para el primer año, la depreciación será igual al 33.333% del valor del activo. (30 000.000 * 33,3333% = 10 000 000) Para el segundo año: 4/15 = 0,2666
3. Más adelante, para el segundo año la depreciación corresponde al 26.666% del valor del activo (30 000.000 * 26,666% = 8 000 000) Para el tercer año: 3/15 = 0,2 Quiere decir entonces que la depreciación para el tercer año corresponderá al 20% del valor del activo. (30 000.000 * 20% = 6 000 000)
4. Y así sucesivamente. Todo lo que hay que hacer es dividir la vida útil restante entre el factor inicialmente calculado.

### Método de reducción de saldos
Este es otro método que permite la depreciación acelerada. Para su implementación, exige necesariamente la utilización de un valor de salvamento, de lo contrario en el primer año se depreciaría el 100% del activo, por lo que perdería validez este método.
La fórmula a utilizar es la siguiente:
{\displaystyle Tasa_{depreciacion}=1-\left({\frac {Valor_{salvamento}}{Valor_{activo}}}\right)^{1/n}}
Donde {\displaystyle n} es el la vida útil del activo.
Como se puede ver, lo primero que se debe hacer, es determinar la tasa de depreciación, para luego aplicar esa tasa al valor no depreciado del activo o saldo sin depreciar o no se depreciará hasta el siguiente año.

### Método de las unidades de producción
Este método es igual al de la línea recta en cuanto se distribuye la depreciación de forma equitativa en cada uno de los periodos.
Para determinar la depreciación por este método, se divide en primer lugar el valor del activo por el número de unidades que puede producir durante toda su vida útil. Luego, en cada periodo se multiplica el número de unidades producidas en el periodo por el costo de depreciación correspondiente a cada unidad.
Ejemplo: Se tiene una máquina valuada en $10.000.000 que puede producir en toda su vida útil 20.000 unidades.
Entonces, $10.000.000/20.000 = $500. Quiere decir que a cada unidad producida se le carga un costo por depreciación de $500.
Si en el primer periodo, las unidades producidas por la máquina fueron 2.000, tenemos que la depreciación por el primer periodo es de: 2.000 * 500 = 1.000.000, y así en cada periodo.
Presupone que la depreciación es función del uso o la productividad y no del paso del tiempo. La vida del activo se considera en términos de su rendimiento (unidades que produce) o del número de horas que trabaja. Conceptualmente, la asociación adecuada del costo se establece en términos del rendimiento y no de las horas de uso; pero muchas veces la producción no es homogénea y resulta difícil de medir.
(Costo menos valor de desecho) X horas de uso en el año = cargo por Total de horas estimadas o depreciación

### Método lineal
Este método supera algunas de las objeciones que se oponen al método basado en la actividad, porque la depreciación se considera como función del tiempo y no del uso. Este método se aplica ampliamente en la práctica, debido a su simplicidad. El procedimiento de línea recta también se justifica a menudo sobre una base más teórica. Cuando la obsolescencia progresiva es la causa principal de una unidad de servicio limitada, la disminución de utilidad puede ser constante de un periodo a otro. En este caso el método de línea recta es el apropiado. El cargo de depreciación se calcula del siguiente modo:
Costo Histórico Original menos valor de desecho, todo eso entre la vida útil (tiempo dado de vida del activo) = Cargo por depreciación de la vida estimada de servicio.
Este método sencillo se basa en la determinación de la cuota que es proporcional (igual o constante) en función de la vida útil estimada.